# گریه بید
گریهٔ بید نام یک آلبوم موسیقی با بداهه‌نوازی تار و سه‌تار و آواز محمدرضا لطفی به همراه تنبک محمد قوی‌حلم می‌باشد. این آلبوم حاصل ضبط کنسرت پاریس در سال ۱۹۹۵ است.

## فهرست آهنگ‌ها
دو تراک:
1- دستگاه سه‌گاه (تار)
2- آواز بیات اصفهان (سه‌تار)